# Sphaerocoryne
Sphaerocoryne es un género de plantas fanerógamas  perteneciente a la familia de las anonáceas que tiene siete especies. Es nativa de los trópicos.

## Taxonomía
El género fue descrito por William Edwin Safford y publicado en  Journal of the Straits Branch of the Royal Asiatic Society 75: 8. 1917.

## Especies
- Sphaerocoryne aberrans
- Sphaerocoryne affinis
- Sphaerocoryne blanfordiana
- Sphaerocoryne clavipes
- Sphaerocoryne diospyrifolia
- Sphaerocoryne gracilis
- Sphaerocoryne siamensis